# Songelv (Schiff, 1883)
Die Songelv war ein Dreimaster-Vollschiff, das im Ersten Weltkrieg von einem deutschen U-Boot versenkt wurde.

## Bau und technische Daten
Das Schiff, getauft auf den Namen Britannia, lief am 17. November 1883 mit der Baunummer 216 auf der Werft von Oswald, Mordaunt & Co. in Southampton für den Londoner Reeder John Coupland vom Stapel. Das aus Eisen gebaute Schiff war 85,6 m lang und 12,3 m breit, hatte 8,6 m Tiefgang und war mit 2063 BRT und 1973 NRT vermessen.

## Schicksal
Coupland verkaufte das Schiff 1893 an W. Stisser & Co. in Bremen, die es 1899 an die Reederei „Visurgis“ veräußerten. Die „Visurgis“, eine 1897 gegründete und in der Trampschifffahrt tätige Segelschiffs-Reederei, gab allen ihren Schiffen Namen mit dem Anfangsbuchstaben „N“ und benannte das Schiff um in Neck. Die Schiffe der „Visurgis“ waren hauptsächlich auf zwei Routen unterwegs: sie brachten Kohle oder Stückgut nach China und Japan und bei der Rückfahrt Getreide aus Kalifornien und Oregon nach Europa, oder sie brachten Holz aus Schweden und Norwegen nach Australien, dann Kohle von Newcastle (New South Wales) nach Chile und von dort Salpeter nach Europa. Die Neck fuhr mehr als zehn Jahre auf diesen Strecken, wurde dann aber im Februar 1911 verkauft, weil die Versicherungsprämien für das mehr als 25 Jahre alte Schiff bei Salpeterfahrten altersbedingt um 70 % gestiegen wären.
Neuer Eigner war die A/S Tønsbergs Hvalfangeri (Manager Oscar Hytten) in Tønsberg, Norwegen, aber schon im Februar 1913 kam die Neck durch Verkauf an die Skibs-A/S Songelv (Manager Sven O. Stray mit seiner S. O. Stray & Co.) in Kristiansand, die 1916 zur A/S Christiansand umfirmiert wurde. Das Schiff erhielt den neuen Namen Songelv.

## Ende
Am 3. Februar 1917, auf der Fahrt von Buenos Aires nach Falmouth mit einer Ladung Mais, wurde die Songelv von dem deutschen U-Boot U 43 unter Hellmuth Jürst gestoppt und, nachdem der Besatzung genügend Zeit gegeben worden war, in die Boote zu gehen, durch Sprengladungen auf der Position 50° 3′ N, 11° 9′ W versenkt.